# سیارک ۱۱۵۴۷
سیارک ۱۱۵۴۷ (به انگلیسی: 11547 Griesser، نامگذاری:1992UP8) یازده هزار و پانصد و چهل و هفتمین سیارک کشف شده‌است که در ۳۱ اکتبر ۱۹۹۲ کشف شد.
قدر مطلق سیارک برابر ۱۵٫۳۰ است.